# تقييم دورة الحياة

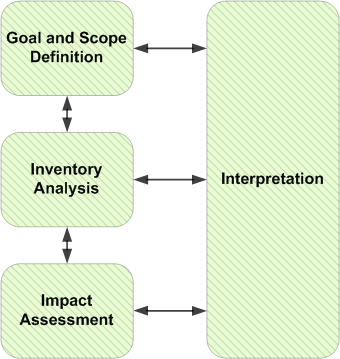

تقييم دورة الحياة (المعروف أيضًا بتحليل دورة الحياة ومراجعة الحسابات البيئية والتحليل من المهد إلى اللحد) هو تقنية لتقييم الآثار البيئية المرتبطة بكل مراحل حياة منتج ما، من استخراج المادة الخام مرورًا بمعالجة المواد وعملية التصنيع والتوزيع والاستخدام والإصلاح والصيانة إلى التخلص منها وإعادة تدويرها. يستخدم المصممون هذه العملية كي تساعدهم في نقد منتجاتهم. يمكن لتقييم دورة الحياة أن يساعد في تجنب النظرة الضيقة بشأن المخاوف البيئية عن طريق:
- تجميع قائمة جرد بمدخلات المواد والطاقة والمخرجات البيئية.
- تقييم الآثار المحتملة المرتبطة بمدخلات ومخرجات محددة.
- تفسير النتائج للمساعدة في اتخاذ قرار صائب أكثر.[2]

## الأهداف والأغراض
هدف تقييم دورة الحياة هو مقارنة النطاق الكامل للتأثيرات البيئية التي ترجع إلى المنتجات والخدمات عن طريق تحديد كمية كل المدخلات والمخرجات من المواد المتدفقة وتقييم كيف تؤثر هذه المواد على البيئة. تستخدم هذه المعلومات لتحسين العمليات وسياسة الإمداد ولتقديم أساس سليم لاتخاذ القرارات المستنيرة.
يشير مصطلح دورة الحياة إلى فكرة أن التقييمات الكلية العادلة تتطلب تقييم إنتاج المادة الخام والتصنيع والتوزيع والاستخدام والتخلص منها، وتتضمن كل خطوات النقل الضرورية التي أُدخلت أو التي حدثت بسبب وجود المنتج.
هناك نوعان رئيسيان من تقييم دورة الحياة. تقييمات دورة الحياة الإرجاعية التي تحدد (أو ترجع) الأعباء المرتبطة بإنتاج واستخدام المنتج أو بخدمة معينة أو عملية إلى لحظة من الزمن (عادةً في الماضي القريب). وتقييمات دورة الحياة التبعية التي تهدف إلى تحديد العواقب البيئية لقرار ما أو تغيير مقترح في النظام تحت الدراسة (موجهة إلى المستقبل)، ما يعني أنه ربما يجب أن تؤخذ التضمينات التسويقية والاقتصادية لقرار ما بعين الاعتبار. هناك تقييم دورة الحياة الاجتماعي قيد التطوير، كطريقة مختلفة لمنهج تفكير دورة الحياة الذي يقصد منه أن يقيم التضمينات الاجتماعية أو الآثار المحتملة. ينبغي أن يُعتبر تقييم دورة الحياة الاجتماعي منهجًا مكملًا لتقييم دورة الحياة البيئي.
إجراءات تقييم دورة الحياة جزء من معايير الإدارة البيئية أيزو 14000: في أيزو 14040:2006 و14044:2006. (حلت أيزو 14044 النسخ القديمة من أيزو 14041إلى أيزو 14043). يمكن أيضًا لتقييمات دورة حياة منتج غازات دفيئة أن تمتثل لتحديدات مثل المواصفات المتاحة للعامة 2050 ومعيار محاسبة وتقرير دورة حياة بروتوكول الغازات الدفيئة.

## أربع مراحل رئيسية
وفقًا لمعايير الأيزو 14040 و14044، يجري تقييم دورة حياة على أربع مراحل مختلفة كما هو مبين في الشكل المعروض على اليمين. غالبًا ما تعتمد كل المراحل على بعضها لدرجة أن نتائج مرحلة واحدة ستخبر كيف ستكتمل المراحل الأخرى.

### الهدف والنطاق
يبدأ تقييم دورة الحياة بعبارة واضحة عن هدف ونطاق الدراسة التي تحدد سياق الدراسة وتفسر كيف وإلى مَن ستُوصل النتائج. هذه خطوة رئيسية. وتتطلب معايير الأيزو أن يكون هدف ونطاق تقييم دورة الحياة مُعرفًا بوضوح ومتسق مع التطبيق المقصود. ولهذا، تتضمن وثيقة الهدف والنطاق تفاصيل تقنية مرشدة للعمل اللاحق.
- الوحدة الوظيفية، التي تعرف ما الذي يُدرس بدقة وتحدد مقدار الخدمة المقدمة من نظام المنتج وتقدم مرجعًا يمكن أن تتعلق به المدخلات والمخرجات. بالإضافة إلى ذلك، الوحدة الوظيفية هي أساس مهم يمكِن من مقارنة وتحليل البضائع أو الخدمات البديلة. لشرح الأمر، يحتوي النظام الوظيفي الذي يتكون من مدخلات وعمليات المعالجة ومخرجات، على الوحدة الوظيفية التي تؤدي وظيفة. على سبيل المثال، يغطي الطلاء الحائط مكونًا وحدة وظيفية ل 1 متر مربع مطلي لمدة عشر سنين. سيكون التدفق الوظيفي العناصر الضرورية لهذه الوظيفة مثل الفرشاة وعلبة الطلاء والطلاء نفسه.[9]
- حدود النظام: وهي تحديد أي العمليات التي ينبغي تضمنها في تحليل نظام المنتج.[10]
- أي افتراضات وقيود
- وسائل التقسيم المستخدمة لتجزئة الحمل البيئي لعملية ما عندما تتشارك فيها عدة منتجات أو وظائف، يتم التعامل غالبًا مع التقسيم بطريقة من ثلاث: توسيع النظام والاستبدال والتقسيم. ليس من السهل فعل هذا بالإضافة إلى أن الوسائل المختلفة قد تعطي نتائج مختلفة.
- فئات التأثير المختارة، مثل تسمم الإنسان والضبخان والاحتباس الحراري وإغناء الماء.

### قوائم جرد دورة الحياة
يشمل تحليل قوائم جرد دورة الحياة عمل جرد بتدفقات نظام منتج من وإلى الطبيعة. تتضمن تدفقات الجرد المدخلات من الماء والطاقة والمواد الخام والمخرجات التي تُصدر إلى الهواء والأرض والماء. يُنشأ نموذج تدفق للنظام التقني لتطوير الجرد باستخدام بيانات عن المدخلات والمخرجات. يُوضّح نموذج التدفق غالبًا بمخطط تدفق الذي يتضمن الأنشطة التي ستُقيّم في سلسلة الإمداد ذات الصلة، ويعطي صورة واضحة عن حدود النظام التقني. تُجمع بيانات الإدخال والإخراج المطلوبة لكل الأنشطة الواقعة في حدود النظام لتأسيس النموذج، بما في ذلك من سلسلة الإمداد (يشار إليها كمدخلات من المجالات التقنية).
يجب أن تكون البيانات متعلقة بالوحدة الوظيفية المحددة في تعريف الهدف والنطاق. يمكن أن تُعرض البيانات في جداول ويمكن استنتاج بعض التفسيرات بالفعل عند هذه المرحلة. نتائج الجرد هي قائمة دورة الحياة التي تقدم معلومات عن كل المدخلات والمخرجات في شكل تدفق ابتدائي من وإلى البيئة من كل عمليات الوحدة المتضمنة في الدراسة.
يمكن لقوائم الجرد أن تُعد بالمئات وفقًا لحدود النظام. من أجل تقييمات دورة الحياة إما في العموم (أي متوسطات الصناعة التمثيلية) أو على مستوى خاص لصنف معين، تُجمع هذه البيانات عادةً من خلال استبيانات المسح. على مستوى الصناعة، يجب الحرص للتأكد من أن الاستبيانات مكتملة من خلال عينة ممثلة من المنتجين لا تميل إلى الأفضل أو الأسوأ وتمثل بالكامل أي اختلافات إقليمية بسبب استخدام الطاقة أو موارد المواد أو عوامل أخرى. تغطي الاستبيانات النطاق الكامل من المدخلات والمخرجات. بشكل نموذجي، تهدف إلى حساب 99% من كتلة المنتج و99% من الطاقة المستخدمة في إنتاجه وأي تدفقات حساسة للبيئة، حتى لو كانت ضمن مستوى 1% من المدخلات.  